# MED18
MED18 (англ. Mediator complex subunit 18) – білок, який кодується однойменним геном, розташованим у людей на 1-й хромосомі. Довжина поліпептидного ланцюга білка становить 208 амінокислот, а молекулярна маса — 23 663.
| 10         |  | 20         |  | 30         |  | 40         |  | 50         |
| ---------- |  | ---------- |  | ---------- |  | ---------- |  | ---------- |
| MEAPPVTMMP |  | VTGGTINMME |  | YLLQGSVLDH |  | SLESLIHRLR |  | GLCDNMEPET |
| FLDHEMVFLL |  | KGQQASPFVL |  | RARRSMDRAG |  | APWHLRYLGQ |  | PEMGDKNRHA |
| LVRNCVDIAT |  | SENLTDFLME |  | MGFRMDHEFV |  | AKGHLFRKGI |  | MKIMVYKIFR |
| ILVPGNTDST |  | EALSLSYLVE |  | LSVVAPAGQD |  | MVSDDMKNFA |  | EQLKPLVHLE |
| KIDPKRLM   |  |            |  |            |  |            |  |            |

A: Аланін

C: Цистеїн

D: Аспарагінова кислота

E: Глутамінова кислота

F: Фенілаланін

G: Гліцин

H: Гістидин

I: Ізолейцин

K: Лізин

L: Лейцин

M: Метіонін

N: Аспарагін

P: Пролін

Q: Глутамін

R: Аргінін

S: Серин

T: Треонін

V: Валін

W: Триптофан

Кодований геном білок за функціями належить до активаторів, фосфопротеїнів. 
Задіяний у таких біологічних процесах, як транскрипція, регуляція транскрипції. 
Локалізований у ядрі.